# Посольство Швейцарії в Україні
Посольство Швейцарії в Україні — офіційне дипломатичне представництво Швейцарської Конфедерації в Україні, відповідає за підтримку та розвиток відносин між Швейцарією та Україною. Посольство Швейцарії за сумісництвом представляє в Україні інтереси Ліхтенштейну.

## Історія посольства
До 1917 року Швейцарія мала своє консульство в Києві, яке знаходилося в будинку № 53 по вулиці Саксаганського.
Швейцарська Конфедерація визнала незалежність України 23 грудня 1991 року.
Дипломатичні відносини було встановлено 6 лютого 1992 року шляхом обміну листами. Посольство Швейцарії в Україні відкрито у липні 1992 року, Посольство України у Швейцарії — у лютому 1993 року.
14 травня 1999 р. Надзвичайний і Повноважний Посол Швейцарської Конфедерації в Україні Сільвія Паулі під час відвідання Головархіву передала державній архівній службі цінний дарунок МЗС Швейцарії — комплект багатотомного корпусного видання «Дипломатичні документи Швейцарії», що є на сьогодні єдиним в Україні і зберігається в Науково-довідковій бібліотеці центральних державних архівів.

## ПослиШвейцарії в Україні
1. Анна Барбара Бауті (Anne Barbara Bauty) (13.7.1992 — 5.2.1993) т.п.[3]
2. Армен Каммер (Armin Kammer) (5.2.1993 — 31.7.1996), посол
3. Сільвія Паулі (Sylvia Pauli) (05.08.1996 — 29.02.2000)
4. Жан-Франсуа Каммер (Jean-François Kammer) (2000—2007)
5. Георг Цюблер (George Zubler) (2007—2011)
6. Крістіан Шьоненбергер (Christian Schoenenberger) (2011—2015)
7. Гійом Шойрер (Guillaume Scheurer) (2015[4]—2019)
8. Клод Вільд (Claude Wild) (2019-2023)
9. Фелікс Бауманн (Félix Baumann) (2023-)